# Irina Jegorova
Irina Jegorova (Russisch: Ирина Егорова, Engels: Irina Yegorova) (Moskou, 8 april 1940) is een schaatsster uit de Sovjet-Unie. Ze vertegenwoordigde haar vaderland op de Olympische Winterspelen 1964 in Innsbruck waar ze de zilveren medaille won op de 500 meter en op de 1000 meter, en nam deel aan de Olympische Winterspelen 1968 in Grenoble.

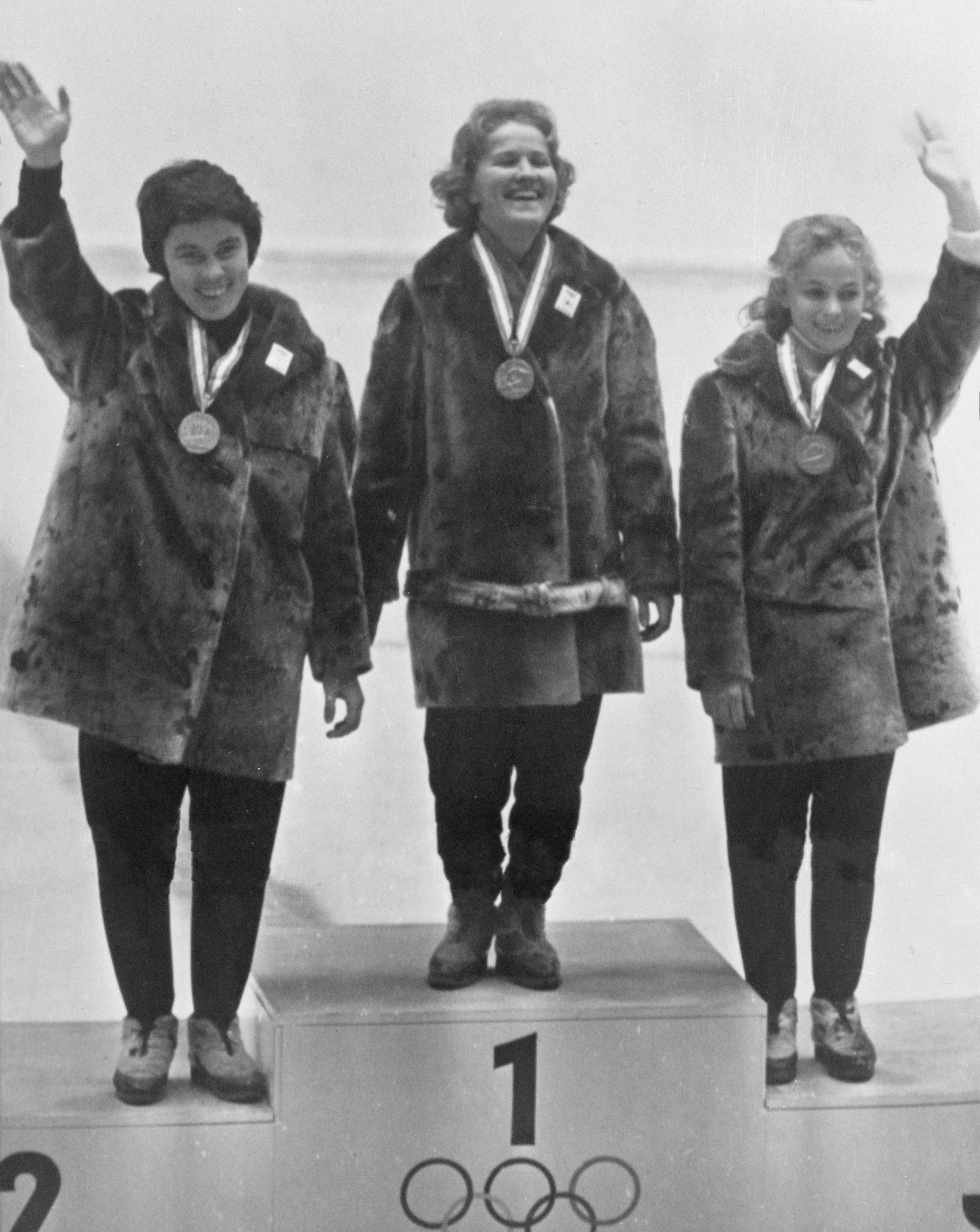
Irina Jegorova (links), Lidia Skoblikova (midden) en Kaija Mustonen (rechts) op het 1000 meter podium van de Olympische Winterspelen 1964.

## Resultaten

### Olympische Spelen
| Jaar | Plaats    | Resultaten                 |
| ---- | --------- | -------------------------- |
| 1964 | Innsbruck | 500 meter · 1000 meter     |
| 1968 | Grenoble  | 9e 500 meter 5e 1000 meter |

### Wereldkampioenschappen
| Jaar | Plaats       | Resultaten  |
| ---- | ------------ | ----------- |
| 1963 | Karuizawa    | 4e Allround |
| 1964 | Kristinehamn | 5e Allround |
| 1965 | Oulu         | 6e Allround |
| 1966 | Trondheim    | 4e Allround |
| 1967 | Deventer     | 7e Allround |

### USSR kampioenschappen
| Jaar | Allround | Sprint |
| ---- | -------- | ------ |
| 1962 | 19e      | -      |
| 1963 | DNF      | -      |
| 1964 | 4e       | -      |
| 1965 | 7e       | -      |
| 1967 | 4e       | -      |
| 1970 | -        | 22e    |

## Persoonlijke records
| Afstand    | Tijd    | Datum            | Baan         |
| ---------- | ------- | ---------------- | ------------ |
| 500 meter  | 45,00   | 4 februari 1968  | Davos        |
| 1000 meter | 1.31,24 | 9 januari 1970   | Alma-Ata     |
| 1500 meter | 2.24,60 | 27 januari 1962  | Alma-Ata     |
| 3000 meter | 5.10,60 | 14 december 1968 | Oost-Berlijn |